# Béja Nord
La delegació de Beja Nord (àrab: معتمدية باجة الشمالية, muʿtamadiyyat Bāja ax-Xamaliyya) és una delegació o mutamadiyya de la governació de Béja a Tunísia, formada per la part nord de la ciutat de Béja i la zona d'influència, amb diversos llogarets i viles. La seva població és de 66.700 habitants (2004). La capital es troba a la ciutat de Béja. Limita amb la delegació de Béja Sud.

## Administració
El seu codi geogràfic és 21 51 (ISO 3166-2:TN-12) i està dividida en catorze sectors o imades:
- Béja (21 51 51)
- El Mzara (21 51 52)
- Ksar Bardo (21 51 53)
- Zouabi (21 51 54)
- El Manar (21 51 55)
- El Kasba (21 51 56)
- Azra (21 51 57)
- El Ghriria (21 51 58)
- El Mounchar (21 51 59)
- Ksar Mezouar (21 51 60)
- Bou Hzam (21 51 61)
- En-Nakachia (21 51 62)
- El Ghraba (21 51 63)
- Aïn Soltane (21 51 64)

A nivell de municipalitats o baladiyyes està dins de la municipalitat de Béja (21 11).